# ماديسون هيدريك
ماديسون هوب هيدريك عارضة أزياء أمريكية.

## بداية حياتها والوظيفة
ولدت هيدريك في ولاية كارولينا الشمالية ، وعاشت معظم وقتها في تشارلستون بولاية ساوث كارولينا . تخرجت في وقت مبكر قبل أن تصبح عارضة أزياء في سن السادسة عشرة.
ظهرت هيدريك لأول مرة وبشكل حصري لصالح Prada، بما في ذلك الحملة التي أطلقها ستيفن ميزل . قامت هيدريك أيضًا بحملات لكالفن كلاين .